# Feldhandball-Weltmeisterschaft der Männer 1959
Die 5. Feldhandball-Weltmeisterschaft der Männer fand vom 13. bis 21. Juni 1959 in Österreich statt. Ausrichter war die International Handball Federation (IHF). Weltmeister wurde Deutschland, vertreten durch eine gemeinsame Auswahl der Bundesrepublik und der DDR (je acht Spieler, je ein Trainer). Im Vorfeld gab es im April und Juli 1957 zwei inoffizielle Sichtungsspiele zwischen den beiden deutschen Mannschaften, denen in Hannover 30.000 und in Leipzig 80.000 Zuschauer beigewohnt hatten. Beide Spiele wurden von der jeweiligen Gastmannschaft gewonnen (DDR in Hannover 16:13, BR Deutschland in Leipzig 19:14).
Zwölf Nationen hatten für das Turnier gemeldet: Belgien, Dänemark, Deutschland, Frankreich, Jugoslawien, Österreich, Polen, Rumänien, Schweden, die Schweiz, Spanien und Ungarn. Belgien, Frankreich, Spanien und Jugoslawien traten jedoch nicht an. Nach der Absage Spaniens wurde eine B-Mannschaft Österreichs außer Konkurrenz aufgestellt, um in der Gruppenphase acht Mannschaften aufbieten zu können. Die Spiele gegen diese Mannschaft wurden nicht gewertet.
Gespielt wurde nach einer Ausscheidungsrunde im K.o.-System in einer Hauptrunde mit zwei Gruppen „jeder gegen jeden“, zum Schluss drei Finalspiele zur Ermittlung der Plätze 1 bis 6. Bester Torschütze wurde Olimpiu Nodea (Rumänien) mit 28 Toren vor Josef Steffelbauer (Österreich A) mit 27 Toren.

## Ausscheidungsrunde
In der Ausscheidungsrunde waren vier Spielpaarungen angesetzt, deren Verlierer ausschieden, während die Gewinner (Rumänien, Ungarn, Dänemark und Spanien) in die Hauptrunde einzogen:
| Rumänien | - | Polen       | 11:7 in Ratibor |
| Ungarn   | - | Jugoslawien | kampflos für Ungarn |
| Dänemark | - | Belgien     | Zuerst sagte Dänemark ab und Belgien war kampflos qualifiziert. Danach sagte Belgien aufgrund der Reisekosten ab und Dänemark fuhr an die WM. |
| Spanien  | - | Frankreich  | Zuerst sagte Frankreich ab und Spanien war kampflos qualifiziert. Danach sagte auch Spanien ab und Österreich stellte eine B-Mannschaft.      |

## Hauptrunde
In zwei Vierergruppen sollte „jeder gegen jeden“ spielen. Da Ausscheidungsrundensieger Spanien nicht antrat, bestand Gruppe A nur aus drei Mannschaften. Die ersten dieser Gruppen kämpften im Finale um Platz 1 und 2, die Zweiten um 3 und 4, die Dritten um 5 und 6:

### Gruppe A
| Deutschland  | - | Dänemark     | 20:6 | in Salzburg   |              |
| Schweden     | - | Österreich B | 9:2  | in Innsbruck  | Ohne Wertung |
| Deutschland  | - | Schweden     | 17:7 | in Linz       |              |
| Österreich B | - | Dänemark     | 10:5 | in Klagenfurt | Ohne Wertung |
| Schweden     | - | Dänemark     | 20:5 | in Wien       |              |
| Deutschland  | - | Österreich B | 19:5 | in Graz       | Ohne Wertung |

| Rang | Land         | Tore  | Punkte |
| ---- | ------------ | ----- | ------ |
| 1    | Deutschland  | 37:13 | 4      |
| 2    | Schweden     | 27:22 | 2      |
| 3    | Dänemark     | 11:40 | 0      |
| AK   | Österreich B |       | -      |

### Gruppe B
| Schweiz    | – | Ungarn     | 11:7  | in Bregenz       |
| Rumänien   | – | Österreich | 19:6  | in Krems         |
| Rumänien   | – | Ungarn     | 18:12 | in Bruck         |
| Österreich | – | Schweiz    | 15:13 | in Wien          |
| Österreich | – | Ungarn     | 16:14 | in Linz          |
| Rumänien   | – | Schweiz    | 14:9  | in Baden b. Wien |

| Rang | Land       | Tore  | Punkte |
| ---- | ---------- | ----- | ------ |
| 1    | Rumänien   | 51:27 | 6      |
| 2    | Österreich | 37:46 | 4      |
| 3    | Schweiz    | 33:36 | 2      |
| 4    | Ungarn     | 33:45 | 0      |

## Finale
| 7 / 8: Ungarn – Österreich B  | 15:11 | in Linz | Ohne Wertung |
| 5 / 6: Schweiz – Dänemark     | 17:7  | in Wien |              |
| 3 / 4: Schweden – Österreich  | 18:9  | in Linz |              |
| 1 / 2: Deutschland – Rumänien | 14:11 | in Wien |              |

## Torschützenliste
| # | Name              | Nation         | Tore |
| - | ----------------- | -------------- | ---- |
| 1 | Olimpiu Nodea     | Rumänien       | 28   |
| 2 | Sepp Steffelbauer | Österreich     | 27   |
| 3 | Aurel Bulgariu    | Rumänien       | 24   |
| 4 | Klaus-Dieter Matz | BR Deutschland | 18   |
| 5 | Armin Seiler      | Schweiz        | 16   |

Quelle:

## Die Weltmeistermannschaft 1959: Deutschland
Dieter Nau (SG Eintracht Mombach) 2 Spiele/0 Tore, Heinz Sesselmann (BSG Motor Fraureuth) 2/0 – Peter Baronsky (VfL Wolfsburg) 1/4, Hans Lietz (SV Bayer 04 Leverkusen) 2/0, Erwin Porzner (TSV 1860 Ansbach) 3/1, Hans Ruff (TSG Haßloch) 3/1, Hinrich Schwenker (ATSV Habenhausen) 3/9, Paul Schwope (VfL Wolfsburg) 3/0, Werner Tiemann (Bayer 04 Leverkusen) 1/1, Hans Haberhauffe (ASK Vorwärts Berlin) 2/5, Rudi Hirsch (SC Dynamo Berlin) 3/9, Klaus-Dieter Matz (SC Dynamo Berlin) 3/12, Dr. Wolfgang Niescher (BSG Motor Gohlis Nord) 2/2, Waldemar Pappusch (ASK Vorwärts Berlin) 3/6, Hans-Gert Stein (SC DHfK Leipzig) 1/0, Hans-Jürgen Wende (SC Aufbau Magdeburg) 3/1. – Trainer: Werner Vick (DHB) und Heinz Seiler (DHV)
Baronsky, Lietz, Nau, Porzner, Ruff, Schwenker, Schwope und Tiemann wurden am 21. Juni 1959 mit dem Silbernen Lorbeerblatt geehrt.